# Torwoodlee Broch
Torwoodlee Broch est un site archéologique présentant un broch de l'âge du fer, situé près de Galashiels dans les Scottish Borders.

## Description
Torwoodlee Broch est situé sur le site d'un ancien fort de colline sur l'épaule d'une crête. Le fort est de forme ovale irrégulière, mesurant environ 137 mètres sur 136 mètres. Le broch lui-même se trouve du côté sud-ouest du fort et en partie au-dessus des défenses. Son diamètre est de 23,2 mètres et le mur extérieur a une épaisseur de 5,2 mètres. La cour centrale a un diamètre d'environ 12 mètres.
Le broch se trouve à environ trois kilomètres au sud de Bow Castle Broch (en).

## Archéologie
Le broch a été exploré pour la première fois par James Curle en 1891, époque à laquelle de nombreuses poteries et verres romains, ainsi qu'une pièce de monnaie du 1er siècle après JC, sont découverts à l'intérieur.
Il a été systématiquement fouillé en 1950 par Stuart Piggott. D'autres poteries et verres romains sont découverts sous le mur du broch. Le broch semble avoir été construit peu de temps après le retrait des Romains d'Écosse vers 100 après JC, et a été démoli peu de temps après, peut-être par une expédition romaine préparant la réoccupation de 140 après JC. Les nombreux fragments de matériel romain trouvés pourraient être expliqués comme du butin provenant du fort légionnaire voisin de Newstead (Trimontium).